# Шлосс, Ева
Ева Гейрингер Шлосс (нем. Eva Geiringer Schloss; род. 1929, Вена) — мемуарист и падчерица Отто Франка, сводная сестра Анны и Марго Франк.

## Биография
Ева родилась в Вене у Эриха Гейрингера и его жены Эльфриды (урождённой Марковиц, 13 февраля 1905 — 2 октября 1998). У неё был старший брат Хайнц, который родился в 1926 году.
Вскоре после присоединения Австрии к Германии в 1938 году семья Гейрингеры эмигрировали в Бельгию, а затем в Нидерланды, где поселились в Амстердаме в районе Риверенбуурт на площади Мерведеплейн по соседству с Франками (они жили на противоположной от их дома стороне площади). Обе семьи быстро сдружились во много благодаря тому, что, будучи немцами, могли пообщаться друг с другом на немецком. Будучи ровесницами Ева и Анна тоже быстро сдружились и, хотя у них был общий друг, Сюзанна Ледерман, близкими подругами они не стали, так как у них был разный круг друзей и несколько разнились интересы — Анна к 13 годам была очень увлечена мальчиками, что Еве, имевшей старшего брата, казалось странным и неинтересным.
5 июля 1942 года, когда Марго Франк получила повестку в транзитный концентрационный лагерь Вестерборк, Хайнц Гейрингер получил аналогичную, после чего Гейрингеры, как и Франки, решили спрятаться, но, в отличие от Франков, разделились на двое — Ева и Эльфрида прятались в одном месте, Эрих и Хайнц — в другом. Как и Франкам, Гейрингерам удалось скрываться в течение двух лет, но в мае 1944 года их раскрыли, и семья была депортирована в Освенцим. Ева и Эльфрида сумели продержаться до освобождения 19 января 1945 года, но Эрих и Хайнц за 9 дней до этого попали в Марш смерти и умерли в дороге по пути в Маутхаузен (вместе с ними в Марше находился Петер ван Пельс, который прятался с Франками). Когда Ева и Эльфрида после освобождения пришли в мужскую часть Освенцима, чтобы поискать там Эриха и Хайнца, то в больничном бараке они встретили Отто Франка.
После войны мать и дочь вернулись в Амстердам, где Ева продолжила обучение, а затем изучала историю искусств в Амстердамском университете. В ноябре 1953 года Эльфрида вышла замуж за Отто. Сама Ева перед этим вышла за немца Цви Шлосса (такого же сбежавшего от нацистов в Недерланды беженца), родила от него трёх дочерей и в конечном итоге они поселились в Лондоне. Цви умер 3 июля 2016 года.
Ева Шлосс — известный по всему миру лектор, чьи выступления по теме Холокоста пользуются популярностью во многих учебных заведениях. В 2001 году Нортумбрийский университет присвоил ей звание своего почётного доктора.
Является соучредителем Anne Frank Trust UK, фонда, чья основная деятельность — просвещение, борьба с предрассудками и дискриминацией. Джеймс Стилл сделал её одной из героинь своей пьесы «И тогда они пришли» (2000).